# メースワイ郡
座標: 北緯19度39分24秒 東経99度32分30秒 / 北緯19.65667度 東経99.54167度
メースワイ郡（メースワイぐん）はタイ北部・チエンラーイ県にある郡（アムプー）。

## 名称
メースワイとは郡内の流れるスワイ川のことで、元々 แม่สรวย ではなく แม่ซ่วย と呼ばれた。แม่ซ่วย とは現地の言葉で「洗う川」を意味する。旧称はメープリック郡 (อำเภอแม่พริก)。

## 歴史
1901年、メープリック郡として郡庁をプリック川（メー・プリック）の近くに建てられ成立した。後に、交通の便がよくないと言うことで、1904年、郡庁がスワイ川のあるタムボン・メースワイに移転した。後に、名称がメープリックからメースワイに変えられた。

## 地理
ラーオ川とその支流が形成した平地に中心部があり、南北と西は山岳地帯で囲まれておりメーラーオ郡に向かって開けている。ラーオ川が郡内の主な水源である、
北東から南にかけて国道118号線が通っており、北東にメーラーオ方面、南にチエンマイ方面と通じる。
国道109号線が西北に延びており、チャイプラーカーン方面に通じている。

## 経済
主な産業は農業と牧畜で、茶やコーヒーなどの嗜好品や果物類が生産されている。

## 行政区分
郡は7のタムボンに分かれ、さらにその下位に126の村（ムーバーン）がある。自治体（テーサバーン）があり以下のようになっている。
- テーサバーンタムボン・メースワイ・・・タムボン・メースワイの一部
- テーサバーンタムボン・チェーディールワン・・・タムボン・チェーディールワンの一部

また、郡内には9のタムボン行政体（オンカーンボーリハーンスワンタムボン）がある。
1. タムボン・メースワイ・・・ตำบลแม่สรวย
2. タムボン・パーデート・・・ตำบลป่าแดด
3. タムボン・メープリック・・・ตำบลแม่พริก
4. タムボン・シートイ・・・ตำบลศรีถ้อย
5. タムボン・ターコー・・・ตำบลท่าก๊อ
6. タムボン・ワーウィー・・・ตำบลวาวี
7. タムボン・チェーディールワン・・・ตำบลเจดีย์หลวง